# Grand Jury (film, 1936)
Pour les articles homonymes, voir Grand jury.
Pour plus de détails, voir Fiche technique et Distribution.
Grand Jury est un film américain réalisé par Albert S. Rogell, sorti en 1936. 
Il s'agit d'une adaptation d'une histoire de James Edward Grant et Thomas Lennon.

## Synopsis
Le jeune fils d'un notable est appelé à siéger au grand jury lors d'un procès visant à déterminer si un malfaiteur doit être jugé pour meurtre. Le grand jury, craignant sa vengeance, refuse de l'inculper. Alors qu'il quitte la salle, il est blessé par balle par le père de la victime.

## Fiche technique
- Titre Grand Jury
- Réalisateur : Albert S. Rogell
- Scénario : Joseph A. Fields, Philip G. Epstein d'après une histoire de James Edward Grant et Thomas Lennon.
- Photographie : Joseph August
- Montage : Jack Hively
- Musique : Alberto Colombo
- Costumes : Edward Stevenson
- Producteur : Lee Marcus
- Société de production : RKO Pictures
- Société de distribution :
- Pays d'origine :
- Langue : Anglais américain
- Format : Noir et blanc — 35 mm — 1,37:1 — Son : Mono (RCA Victor System)
- Genre : Film dramatique
- Durée : 61 minutes (1 h 1) (7 bobines)[1]
- Dates de sortie :
  - États-Unis : 31 juillet 1936 (New York, première)
  - États-Unis : 7 août 1936 (sortie nationale)

## Distribution
- Fred Stone : Commodore George Taylor
- Louise Latimer : Edith Taylor
- Owen Davis, Jr. : Steve O'Connell
- Moroni Olsen : Davis
- Guinn Williams : Joseph Britt
- Frank M. Thomas : John Taylor
- Harry Beresford : Tom Evans
- Harry Jans : "Sully" Sullivan
- Russell Hicks : Jim Hanify
- Charles C. Wilson : Clark
- Billy Gilbert : Otto
- Ed. Gargan : Officer Tim Burke
- Robert Emmett Keane : Walters
- Robert Middlemass : Chief Brady
- Margaret Armstrong : Martha
- Robert Fiske : District Attorney
- Billy Arnold : Barnes
- Harvey Clark : Whalen
- Thomas E. Jackson : Stroble

## Crédit d'auteurs
- (en) Cet article est partiellement ou en totalité issu de l’article de Wikipédia en anglais intitulé « Grand Jury (film) » (voir la liste des auteurs).